# Paraphlepsius lascivius
Paraphlepsius lascivius är en insektsart som beskrevs av Ball 1900. Paraphlepsius lascivius ingår i släktet Paraphlepsius och familjen dvärgstritar. Inga underarter finns listade i Catalogue of Life.